# 那珂川町

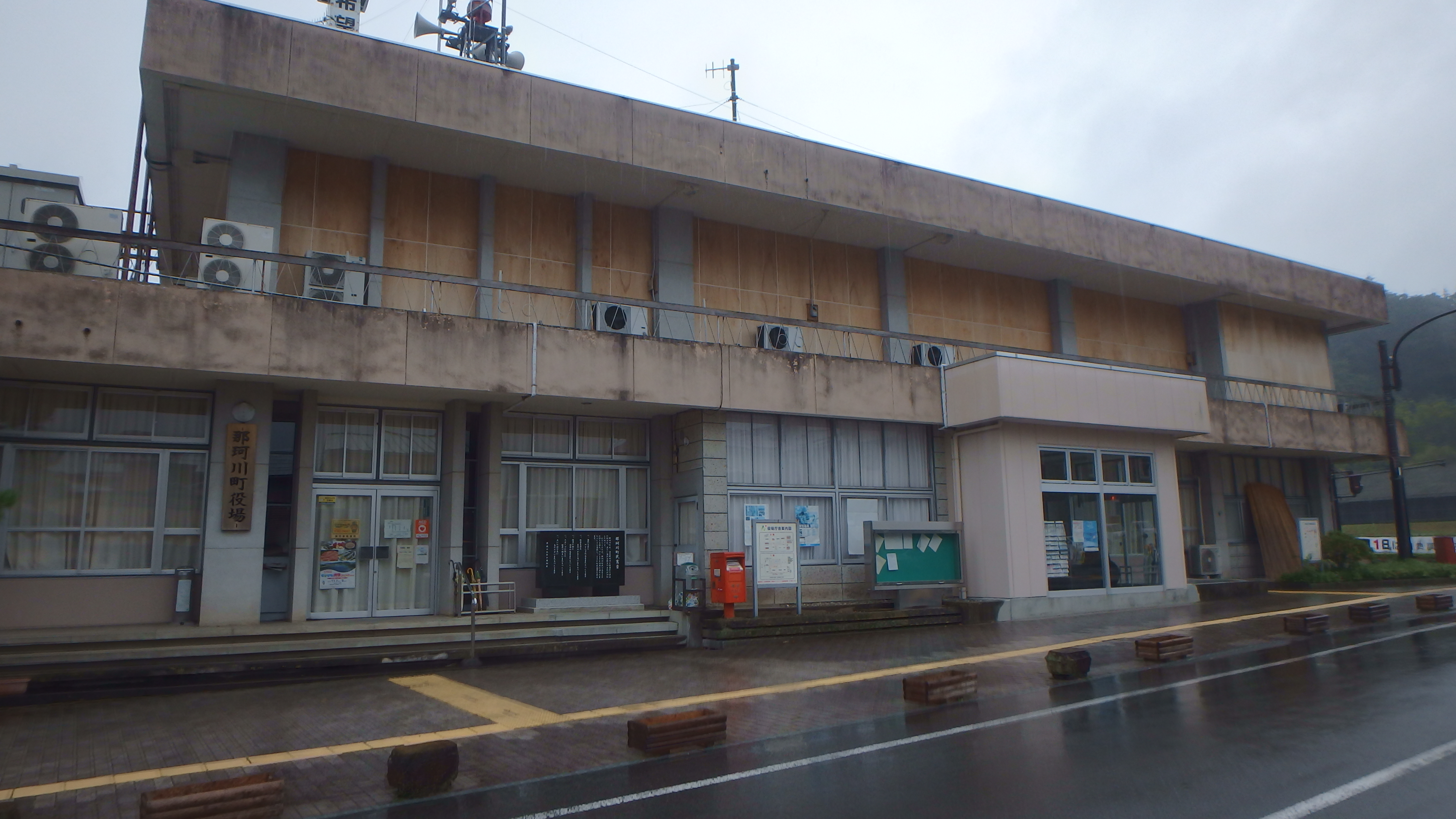
那珂川町役場旧庁舎（2011年8月）

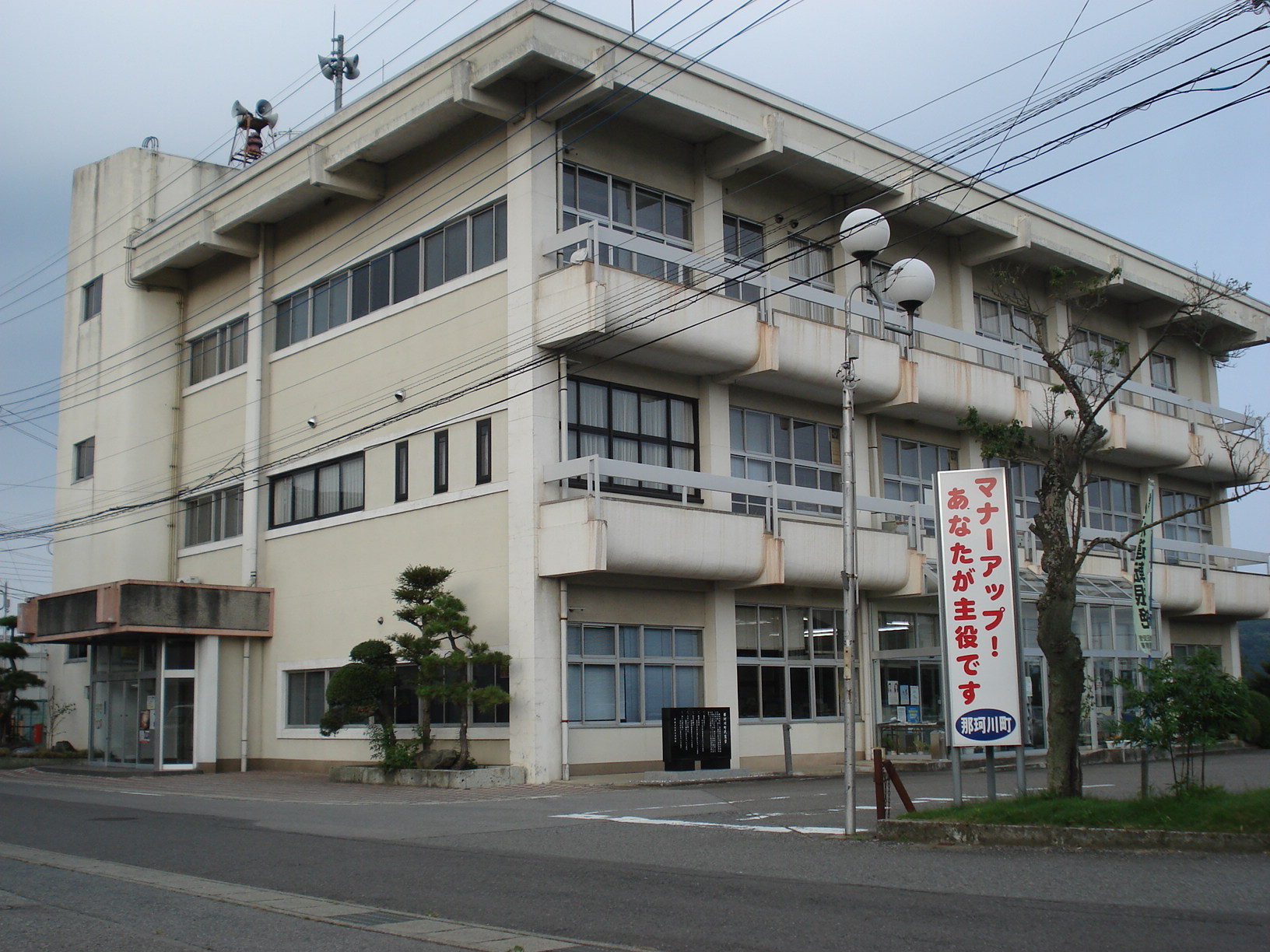
那珂川町役場小川庁舎（2008年8月）

那珂川町（なかがわまち）は、栃木県の北東部に位置し、那須郡に属する町。町内を流れる『那珂川』が由来。

## 地理

### 隣接している自治体
- 栃木県
  - 大田原市
  - さくら市
  - 那須烏山市
- 茨城県
  - 常陸大宮市
  - 久慈郡大子町

### 人口
| |                                          |  |
| 那珂川町と全国の年齢別人口分布（2005年） | 那珂川町の年齢・男女別人口分布（2005年） |  |
| ■紫色 ― 那珂川町 ■緑色 ― 日本全国 | ■青色 ― 男性 ■赤色 ― 女性                |  |
| 那珂川町（に相当する地域）の人口の推移 \| 1970年（昭和45年） \| 24,138人 \| \| \| 1975年（昭和50年） \| 23,061人 \| \| \| 1980年（昭和55年） \| 22,704人 \| \| \| 1985年（昭和60年） \| 22,671人 \| \| \| 1990年（平成2年） \| 22,383人 \| \| \| 1995年（平成7年） \| 21,774人 \| \| \| 2000年（平成12年） \| 20,999人 \| \| \| 2005年（平成17年） \| 19,865人 \| \| \| 2010年（平成22年） \| 18,446人 \| \| \| 2015年（平成27年） \| 16,964人 \| \| \| 2020年（令和2年） \| 15,215人 \| \| |                                          |  |
| 総務省統計局 国勢調査より |                                          |  |
| 1970年（昭和45年） | 24,138人                                 |  |
| 1975年（昭和50年） | 23,061人                                 |  |
| 1980年（昭和55年） | 22,704人                                 |  |
| 1985年（昭和60年） | 22,671人                                 |  |
| 1990年（平成2年） | 22,383人                                 |  |
| 1995年（平成7年） | 21,774人                                 |  |
| 2000年（平成12年） | 20,999人                                 |  |
| 2005年（平成17年） | 19,865人                                 |  |
| 2010年（平成22年） | 18,446人                                 |  |
| 2015年（平成27年） | 16,964人                                 |  |
| 2020年（令和2年） | 15,215人                                 |  |

## 歴史

### 沿革
南那須地区広域合併構想の経緯については那須烏山市#明治時代以降那須烏山市誕生まで参照。
- 2005年10月1日 那須郡小川町と馬頭町との合併により発足。名前は町内を貫いて流れる那珂川に由来。
- 2006年8月1日 大田原市と境界変更。
- 2013年10月4日 小砂（こいさご）地区が「日本で最も美しい村」連合に加盟認定された。

## 行政

### 町長
| 代 | 氏名     | 就任                           | 退任                      | 備考             |
| -- | -------- | ------------------------------ | ------------------------- | ---------------- |
| 1  | 川崎和郎 | 2005年（平成17年）11月6日（※） | 2009年（平成21年）11月5日 | 合併前の馬頭町長 |
| 2  | 大金伊一 | 2009年（平成21年）11月6日      | 2013年（平成25年）11月5日 |                  |
| 3  | 福島泰夫 | 2013年（平成25年）11月6日      | 現職                      |                  |

※＝2005年10月1日の新町発足から町長選挙までの間、旧小川町長の渡辺良治が町長職務執行者を務めた。

### 衆議院
- 任期 ： 2017年（平成29年）10月22日 - 2021年（令和3年）10月21日（「第48回衆議院議員総選挙」参照）

| 選挙区                                                                    | 議員名 | 党派名     | 当選回数 | 備考   |
| ------------------------------------------------------------------------- | ------ | ---------- | -------- | ------ |
| 栃木県第3区（那珂川町、大田原市、矢板市、那須塩原市、那須烏山市、那須町） | 簗和生 | 自由民主党 | 3        | 選挙区 |

## 行政機関

### 消防
- 南那須地区広域行政事務組合消防本部
  - 那珂川消防署

## 経済
那珂川は鮎釣りのメッカとして有名。町内の水産業では、一時、塩分を多く含む温泉水を使用したトラフグ（温泉トラフグ）の養殖が行われ町の名物になっていたが赤字が続き2023年に業者が養殖業から撤退している。この他、ホンモロコの養殖も盛ん。

## 姉妹都市・提携都市・提携校
- 1981年6月1日、滋賀県愛知郡旧秦荘町（現・愛荘町[5]）と姉妹都市提携。
- 2009年2月19日、栃木県宇都宮市、宇都宮メディアアーツ専門学校と相互友好協力協定を結ぶ。
- アメリカ合衆国ニューヨーク州ホースヘッズ（旧馬頭町）

## 地域

### 町名一覧

#### 馬頭地域
- 大内（おおうち）
- 大那地（おおなち）
- 大山田上郷（おおやまだかみごう）
- 大山田下郷（おおやまだしもごう）
- 北向田（きたむかだ）
- 久那瀬（くなせ）
- 小砂（こいさご）
- 小口（こぐち）
- 健武（たけぶ）
- 富山（とみやま）
- 馬頭（ばとう）
- 松野（まつの）
- 盛泉（もりいずみ）
- 谷川（やかわ）
- 矢又（やまた）
- 和見（わみ）

#### 小川地域
- 小川（おがわ）
- 恩田（おんだ）
- 片平（かたひら）
- 薬利（くずり）
- 浄法寺（じょうほうじ）
- 白久（しらく）
- 高岡（たかおか）
- 東戸田（ひがしとだ）
- 三輪（みわ）
- 谷田（やだ）
- 芳井（よしい）
- 吉田（よしだ）

### 教育

#### 高等学校
- 栃木県立馬頭高等学校

#### 中学校
- 那珂川町立馬頭中学校
- 那珂川町立小川中学校

#### 小学校
- 那珂川町立馬頭小学校
- 那珂川町立馬頭東小学校
- 那珂川町立小川小学校

### 郵便
郵便番号は以下が該当する。2集配局が集配を担当する。
- 馬頭郵便局：「324-06xx」
- 小川郵便局：「324-05xx」

#### 郵便局
- 馬頭郵便局（07016）
- 小川郵便局（07058）
- 大内郵便局（07122）
- 大山田郵便局（07169）
- 小砂郵便局（07204）
- 武茂郵便局（07220）
- 小川旭町簡易郵便局（07752）

### 電話番号
町内全域が烏山MAの管轄となり、市外局番は「0287」。収容局は以下のビルが該当し、市内局番は以下の通り。
- 馬頭局：92
- 大山田局：93
- 栃木小川局：96

## 交通

### 鉄道
町内を鉄道路線は通っていない。鉄道を利用する場合の最寄り駅は、JR東日本烏山線烏山駅。
なお宇都宮ライトレールの開業以降、那珂川町は現存する栃木県内の市町で唯一、域内に鉄軌道路線が全く通っていない（駅のない自治体を含めると塩谷町や上三川町も該当する）。

### 路線バス
- 関東自動車

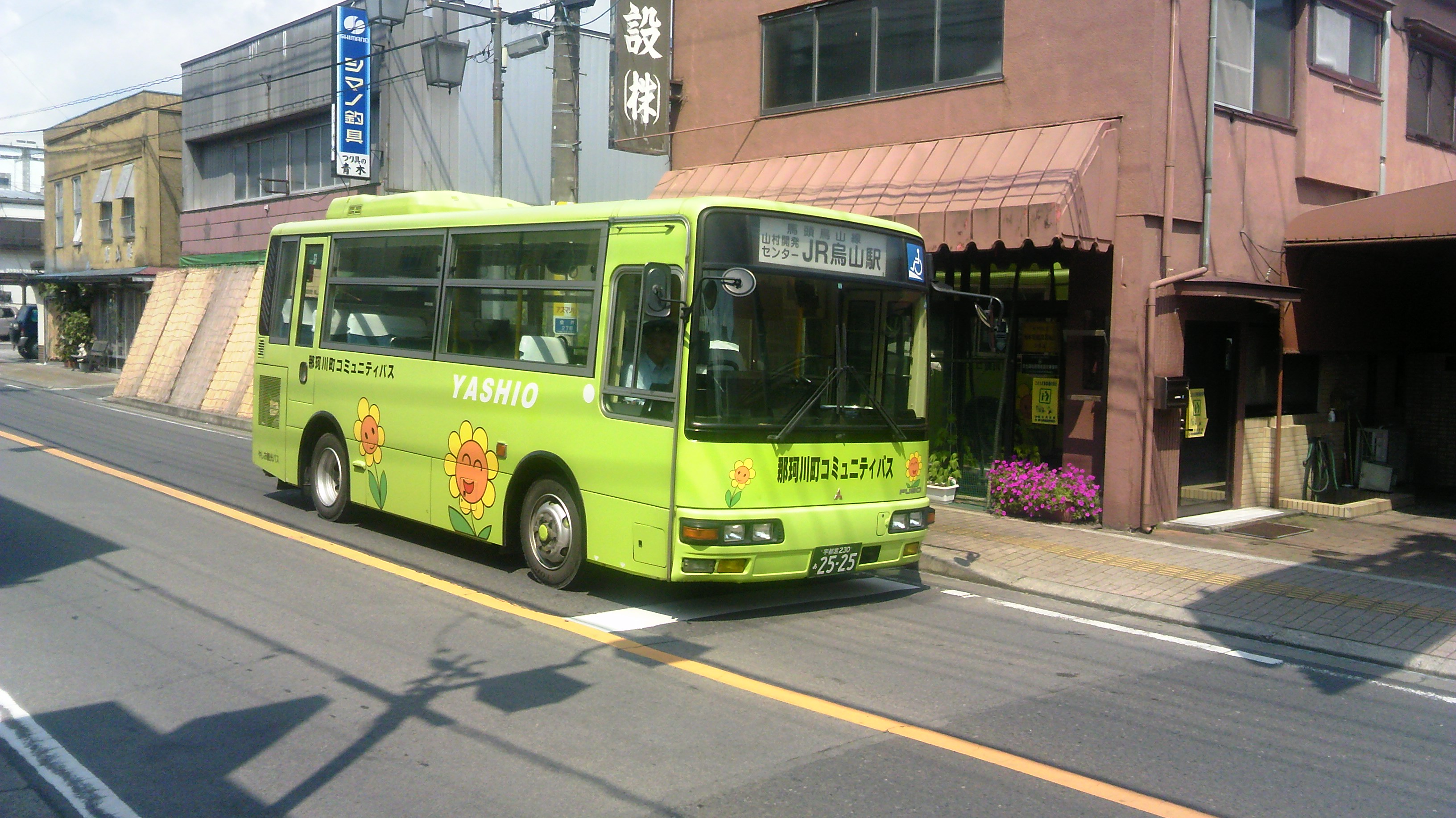
那珂川町コミュニティバス

  - 氏家駅前 - 松山 - 喜連川本町 - 鹿子畑 - 小川仲町 - 道の駅ばとう - 馬頭車庫
  - 馬頭車庫 - 道の駅ばとう - 小川仲町 - 佐良土 - 倉骨 - トコトコ大田原前 - 西那須野駅東口
- 茨城交通
  - 大子駅前 - 上岡 - 依上 - 上金沢 - 盛泉[6]
- 那珂川町コミュニティバス
  - 馬頭烏山線：JRバス関東常野線廃止による代替路線。運行受託者は関東自動車。

### 道路
一般国道
- 国道293号
- 国道294号
- 国道400号(町内全域で293号および294号と重複）
- 国道461号

## 名所・旧跡・観光スポット・祭事・催事
区分内は50音順
名所・旧跡
- 唐御所横穴墓群
- 神田城（国史跡）
- 御前岩（女陰を呈した自然石・奇岩）
- 駒形大塚古墳
- 那須官衙遺跡

GLAM施設
- いわむらかずお絵本の丘美術館
- 栃木県立なす風土記の丘資料館小川館
- 那珂川町小川資料館
- 那珂川町馬頭郷土資料館
- 那珂川町馬頭広重美術館（公式ホームページ）
- もうひとつの美術館

観光スポット
- 小砂焼・藤田製陶所
- 馬頭温泉郷
- 馬頭町青少年旅行村
- 小川温泉（まほろばの湯）
- 道の駅ばとう

神社仏閣
- 慈願寺 -   貞応2年（1223年）創建の開祖信願房（那須氏6代当主）は親鸞の直弟子24人に連なる。二十四輩第十三番、 健武1220[7]。
- 煙草神社（たばこじんじゃ、元・時宗「藤慶山香林寺」）- 煙草栽培の発祥の地。現・別雷神社（わけいかづちじんじゃ）。馬頭102[8]。
- 健武山神社（たけぶやまじんじゃ）- 大同元年創建、延喜式神名帳下野11社の1社[9]。1988年（昭和63年）建立の日本最古の金産地記念碑がある[11]。
- 鷲子山上神社（とりのこさんしょうじんじゃ）- 茨城県・栃木県の県境に位置する神社。現在は栃木県、茨城県の指定文化財。下野国一五ヶ村の修験総社で境内はおよそ7万坪、社林に保存される老杉は数千本[12]。
- 馬頭院 - 馬頭観音とも。健保5年（1217年）開創当時は地蔵菩薩を本尊とした[14]。馬頭188[15]。

## 著名な出身者
50音順
- 石井一成 - 小川那珂クラブ、小川中学校出身（北海道日本ハムファイターズ[16]）
- 大野貢
- 北島秀朝（和歌山県令、佐賀県令、長崎県令）
- 菊池寛実（実業家、相場師）
- 鈴木房雄 - 那珂川町白久生まれ、小川中学校出身。那珂川町ふるさと大使（シェフ[18]）
- 那須与一（源氏の武士）
- 星知弥 - 馬頭ラッ キー、馬頭中学校出身（東京ヤクルトスワローズ[16]）
- 山崎さやか（漫画家）
- 由良ノ海楫五郎（元大相撲力士） - 旧・馬頭町出身。
- 深沢史朗 - 版画家

### 主なゆかりの人々
- いわむらかずお - 小砂町「いわむらかずお絵本の丘美術館」館長（1998年 - 絵本作家、町教育委員会の親子絵本づくり事業を支援）[20]
- 隈研吾 -那珂川町馬頭広重美術館を設計施工[21]。

## 参考資料
主な執筆者の50音順
- 『全国市町村要覧』（平成21年版）第一法規、132頁。
- 栃木県神社庁. “別雷神社”. www.jinja-net.jp. 神社検索（栃木）.  皇学館大学現代日本社会学部神社史研究会. 2021年5月1日閲覧。
- “とちぎ旅ネット”.   栃木県観光物産協会. 2021年5月1日閲覧。
- 『那珂川町町勢要覧「NAKAGAWA PRIDE」』那珂川町（編）、2018年、5-12頁。2021年5月1日閲覧。
- 癸生川桃子「地域おこし協力隊奮闘記」『広報なかがわ』令和2年8月10日、那珂川町（編）、2020年8月、21頁。